# 埼玉県立滑川総合高等学校
埼玉県立滑川総合高等学校（さいたまけんりつ なめがわそうごう こうとうがっこう）は、埼玉県比企郡滑川町にある県立の高等学校である。通称・滑総（なめそう）。

## 概要
2005年4月に「埼玉県立滑川高等学校」と「埼玉県立吉見高等学校」が合併して誕生した単位制の総合学科の高校。
1年次は全員共通科目を学び、2年次から科目選択の目安となる「系列」を設けており、人文社会、自然科学、国際文化、ビジネス・メディア、健康・スポーツ、ヒューマンデザインの6つの系列から選択する。
滑川高校時代の1998年夏（第80回）に西埼玉代表として出場し、3回戦（ベスト16）進出。
学習面では、2017年に中央大学法学部法律学科に生徒が進学した。
部活動では、野球部が強豪校として知られている。陸上部では、やり投げや弓道部個人でもインターハイに出場している。

## 施設
敷地・校舎は滑川高校のものを引き継ぎ、総合学科棟は新たに建てられた。
総合学科棟には、コンピュータ教室（5教室）、フードデザイン室（調理など）、介護実習室（電動ベッド・障害者用トイレ・風呂など）、スポーツ科学実習室（運動マシーンなど）があり、各種の実習ができるようになっている。

## 部活動
- 野球部

1998年 - 第80回全国高等学校野球選手権大会出場（全国ベスト16）
2002年 - 第84回全国高等学校野球選手権埼玉大会（埼玉県ベスト4）
2007年 - 春季高校野球埼玉県大会（初優勝）
2007年 - 第59回春季関東地区高等学校野球大会（初出場）
- 吹奏楽部

2016年 - 東日本学校吹奏楽大会出場（銅賞）
2017年 - 東日本学校吹奏楽大会出場
2021年 - 東日本学校吹奏楽大会金賞

## 交通
- 東武東上線「つきのわ駅」北口より徒歩6分。

## 著名な出身者
- 滑川高校時代の卒業生に阪神タイガースの投手久保田智之
- 一時期だが滑川高校にタレント若槻千夏も在籍していた[要出典]。
- 滑川総合高校にパラリンピック出場選手の市川貴仁。